# سید علیرضا آوایی
سید علیرضا آوایی (زادهٔ ۳۰ اردیبهشت ۱۳۳۵ در دزفول) قاضی عالی‌رتبه و سیاستمدار ایرانی، وزیر دادگستری و رئیس دفتر بازرسی ویژه رئیس‌جمهور بوده است که پس از وزارت دادگستری به عنوان قاضی دادگاه عالی انتظامی قضات منصوب شد. آوایی در جریان اعدام دسته‌جمعی زندانیان عقیدتی-سیاسی ایران در تابستان ۱۳۶۷، از اعضای هیئت مرگ در زندان‌های دزفول و اهواز بود.
او پیشتر در قوه قضائیه ایران دارای سمت‌های گوناگونی از جمله رئیس سازمان ثبت احوال کشور و رئیس کل دادگستری استان تهران (۱۳۸۴–۱۳۹۳) و دادستان اهواز (۱۳۶۷) و مستشار دادگاه عالی انتظامی قضات بوده است.
وی عضو مؤسس و رئیس هیئت امنای انجمن حقوق‌شناسی است که اولین نهاد مدنی ملی و فراصنفی در نظام حقوق ایران است.
علیرضا آوایی با مشارکت در صدور حکم اعدام زندانیان سیاسی در سال ۶۷ به عنوان دادستان دزفول در ۱۸ مهر ۱۳۹۰ توسط اتحادیه اروپا به دلیل نقض حقوق بشر در ایران تحریم شد.

## سمت‌ها

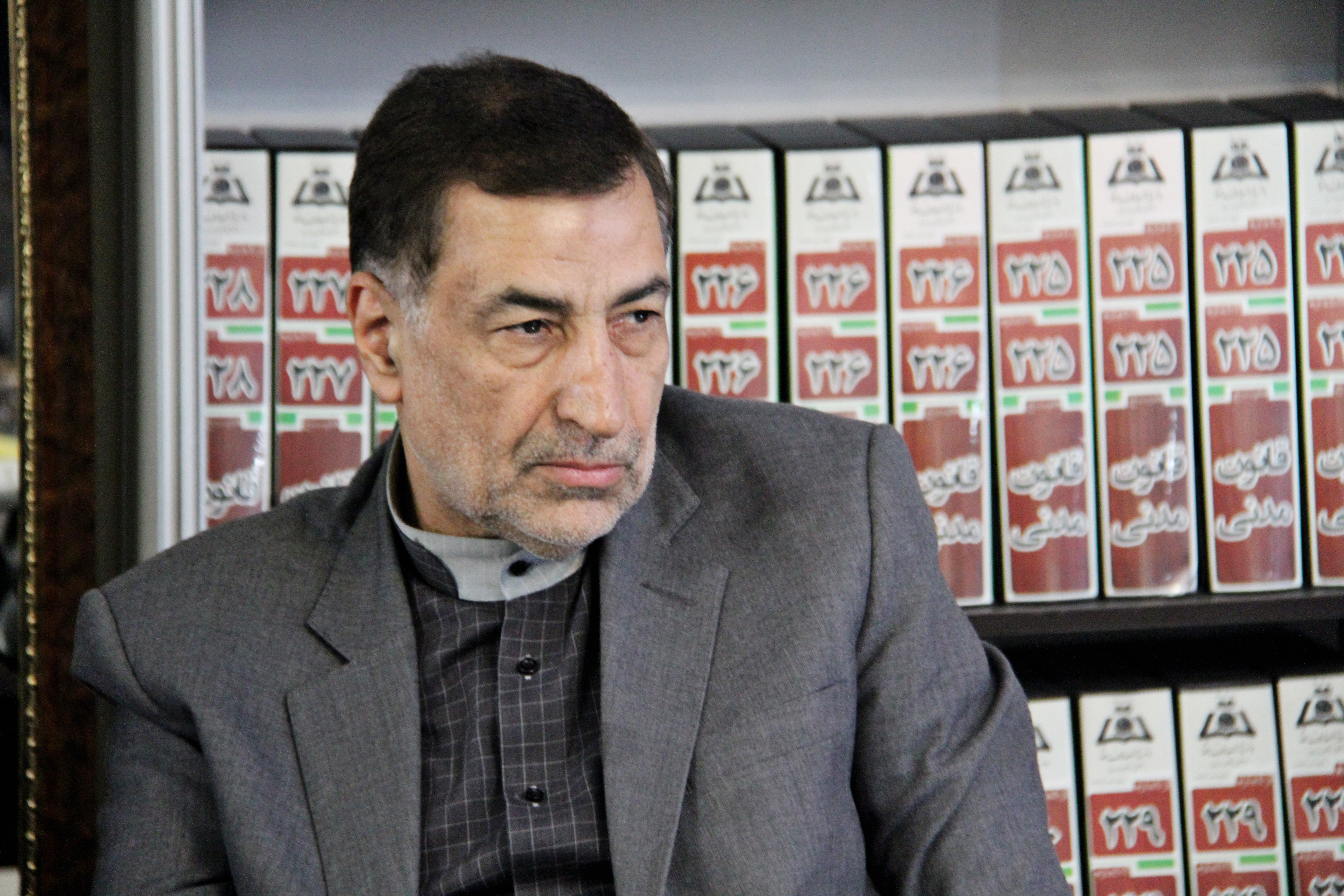
سید علیرضا آوایی در پژوهشکده حقوق و قانون ایران

آوائی از سال ۱۳۵۷ خورشیدی به استخدام دادگستری درآمد و از شاخص‌ترین قضات ایران (پایه ۱۱) در دستگاه قضایی بوده است. سمت‌های او به شرح زیر است:
- دادستان عمومی و انقلاب دزفول از ۱۳۵۹ تا ۱۳۶۲
- دادستان عمومی و انقلاب کردستان از ۱۳۶۲ تا ۱۳۶۵
- دادستان عمومی و انقلاب دزفول از ۱۳۶۵ تا ۱۳۶۷
- دادستان عمومی و انقلاب اهواز ۱۳۶۷ تا ۱۳۷۳
- رئیس کل دادگستری استان لرستان ۱۳۷۳ تا ۱۳۷۷
- رئیس کل دادگستری استان مرکزی ۱۳۷۷ تا ۱۳۸۱
- رئیس کل دادگستری استان اصفهان ۱۳۸۱ تا ۱۳۸۴
- رئیس کل دادگستری استان تهران از ۱۳۸۴ تا ۱۳۹۳
- قاضی دیوان عالی کشور ۱۳۹۳
- معاون وزیر کشور و رئیس سازمان ثبت احوال ایران ۱۳۹۴
- رئیس دفتر بازرسی ویژه رئیس‌جمهور ۱۳۹۵ تا ۱۳۹۶
- وزیر دادگستری ۱۳۹۶ تا ۱۴۰۰

## اعدام زندانیان سیاسی در سال ۱۳۶۷
علیرضا آوایی به عنوان دادستان دزفول از مسئولان رسیدگی به پرونده‌های زندانیان سیاسی در سال ۶۷ بوده و در صدور احکام اعدام برای آنان مشارکت داشته است. در آذرماه ۱۳۹۷ سازمان عفو بین‌الملل با انتشار گزارشی حاوی اسناد و مدارکی از اعدام‌های سال ۶۷، این اعدام‌ها را مصداق «جنایت علیه بشریت» دانست و از علیرضا آوایی به عنوان یکی از اعضای «هیئت مرگ» نام برد. به‌گفته سازمان عفو بین‌الملل در قتل‌عام زندانیان سیاسی در تابستان ۶۷ نزدیک ۵۰۰۰ نفر طی چند ماه اعدام شدند.

## تحریم اتحادیه اروپا
اتحادیه اروپا طی تصمیم مورخ ۱۸ مهر ۱۳۹۰ (۱۰ اکتبر ۲۰۱۱)، ۳۲ مقام ایرانی از جمله سید علیرضا آوایی را از ورود به کشورهای این اتحادیه ممنوع کرد. بر اساس این تصمیم کلیه دارایی‌های این مقامات نیز در اروپا توقیف خواهد شد. بیانیه اتحادیه اروپا وی را به دلیل مسئولیت در دادگستری استان تهران، مسئول نقض حقوق بشر دانسته است. اتحادیه اروپا او را به خاطر مشارکت در دستگیری‌های خودسرانه، نقض حقوق بشر، انکار حقوق زندانیان و افزایش اعدام‌ها، در لیست تحریم‌های خود قرار داده است.
علیرضا آوایی در سی و هفتمین نشست شورای حقوق بشر سازمان ملل متحد برای سخنرانی از طرف ایران حضور یافت که در جریان سخنرانی او چند دیپلمات جلسه را ترک کردند و تظاهراتی نیز توسط معترضان ایرانی در ژنو با شعار «آوایی را دستگیر کنید» برپاشد.

## زندگی شخصی
سید علیرضا آوایی، در سال ۱۳۳۵ در شهرستان دزفول زاده شد. پدر او سید اسماعیل آوایی می‌باشد. برادر او سید احمد آوایی (نماینده دزفول در مجلس شورای اسلامی و معاون پارلمانی سابق وزارت صنایع) است.